# Condition des femmes en Palestine
 (mai 2025).
Motif : déséquilibre de la page qui accorde une proportion démesurée à un cas isolé, sans reprendre ni historique, ni éléments  majeurs de la condition des femmes en Palestine
 (juin 2021).
Si vous disposez d'ouvrages ou d'articles de référence ou si vous connaissez des sites web de qualité traitant du thème abordé ici, merci de compléter l'article en donnant les références utiles à sa vérifiabilité et en les liant à la section « Notes et références ».
La femme dans la société palestinienne est la base fondamentale et le membre le plus important de la famille palestinienne. Le facteur le important empêchant les femmes palestiniennes de jouir de leurs droits peut être l’intransigeance d'une société masculine. Par exemple, les hommes préfèrent que leurs enfants soient des garçons plutôt que des filles car c'est lui qui porte le nom de famille et garde les enfants. Le garçon sera par la suite une source de revenus pour sa famille car contrairement aux hommes, les filles ne rapportent pas d'argent car leur rôle consiste à être femme de foyer dépendant de son mari. 

## Enseignement des filles
Depuis le milieu des années 1970, les familles se tournent vers un enseignement supérieur pour leurs filles et les inscrivent à l'université. Avant cette période, les filles obtenaient un diplôme d'études secondaires mais n'allaient pas plus loin dans leur formation. Ce changement s'explique par le fait que les femmes sont plus demandées sur le marché du travail et la situation économique en Cisjordanie a subi un changement. De plus, on considère à cette époque qu'une fille instruite est plus intéressante pour le mariage. Enfin, une femme non mariée mais ayant suivi des études supérieures peut subvenir à ses dépenses et à celle de sa famille. 

## Impact du conflit israélo-palestinien

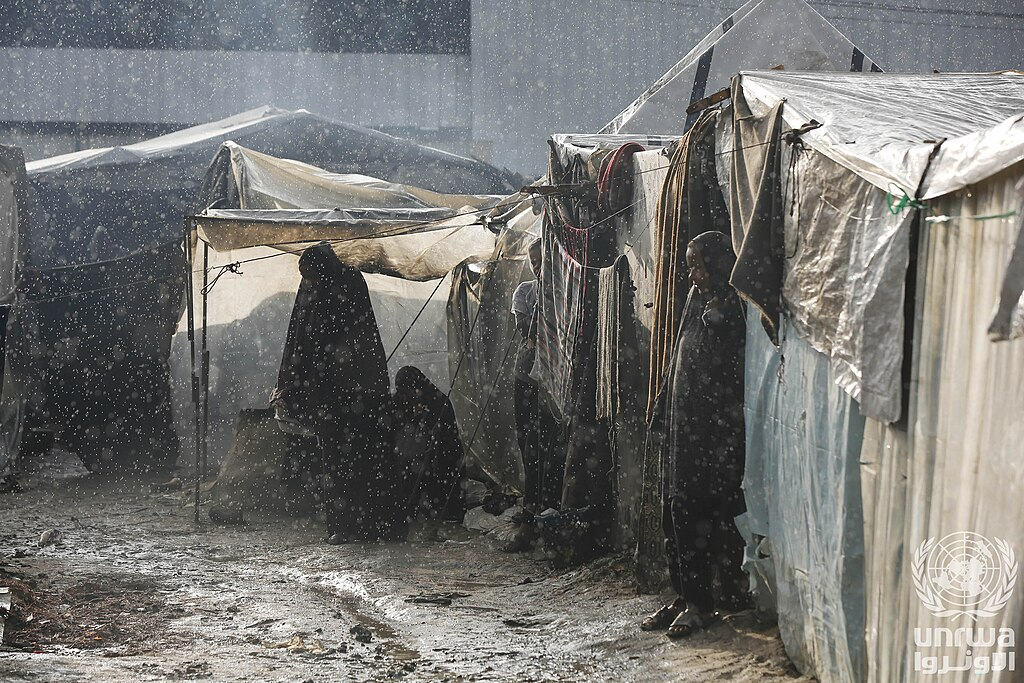
Palestiniennes sous la pluie en 2025, dans le camp de tentes de Deir el-Balah dans la bande de Gaza.

Le conflit israélo-palestinien a eu un fort effet, directement ou par réaction, sur la vie des femmes palestiniennes. Ces difficultés culminent depuis 2023, et elles survivent dans des conditions de précarité extrême dans la bande de Gaza. 

### Nakba
À la suite de la guerre de Nakba en 1948, des millions des femmes ont été déplacées et la majorité sont restées des réfugiées. Les actions entreprises par Les Forces de défense israéliennes ont un impact sur la sécurité physique, psychologique, sanitaire, éducative et économique du pays et des habitants. Malgré la rareté des combattantes palestiniennes, ce sont elles qui souffrent le plus en étant victimes de peur extrême, d'insécurité, de crises de colère et d'autres troubles.
Au cours de l'histoire des guerres de 1948 à 2014, les forces israéliennes ont ciblé et humilié des femmes palestiniennes, au mépris des conventions internationales relatives aux droits humains. Dans le rapport de l'Observatoire euro-méditerranéen des droits de l'homme du 17 décembre 2014 intitulé « Falaise des fleurs », il est décrit les souffrances des femmes palestiniennes lors de l'agression israélienne contre la bande de Gaza en 2014. Selon ce rapport, 489 femmes ont été victimes d'agressions de la part de l'armée israélienne en 2014. Le rapport a également souligné que l'agression récente avait laissé 11.314 femmes déplacées dans des abris. D'un point de vue juridique, ces pratiques constituent une violation du droit international humanitaire, en particulier de la Convention de Genève de 1949 et du protocole additionnel à la convention de Genève de 1977 qui stipule à l'article 76 que « les femmes doivent être particulièrement respectées ». De plus, l'article 17 souligne la nécessité de transférer les femmes enceintes hors des zones assiégées. En dépit de ces accords, Israël commet des violations contre les Palestiniens en et en particulier sur les femmes.

## Crimes d'honneur

### Israa Gharib
Le 22 août 2019, la police palestinienne a annoncé la mort d'une jeune fille de 21 ans, Israa Gharib, de Biet Sahour. Les circonstances de l'incident ont provoqué une controverse généralisée sur les réseaux sociaux évoquant la possibilité que la jeune fille ait été soumise à un crime d'honneur. Les internautes ont alors publié des détails supplémentaires sur l'incident : Israa était fiancée à un jeune homme avec qui elle est sortie en pleine rue avec la complicité de sa mère. La vidéo a été postée sur Instagram.   
Les amis d'Israël de la jeune fille, avec qui elle communiquait à l'hôpital, ont confirmé que cette sortie avait suscité une certaine colère chez cousine. Les frères respectifs des deux femmes ont estimé qu'elle avait fait honte à leur famille en se présentant avec son fiancé dans un lieu public avant son mariage officiel,. 
Le 8 août 2019, Israa a été emmenée à l’hôpital,. Elle est rentrée chez elle sous la responsabilité de sa famille. Quelques jours plus tard, elle est déclarée morte. Une vidéo diffusée par une infirmière a circulé sur les réseaux sociaux, montrant Israa hurlant après avoir été battue à nouveau pendant son séjour à l'hôpital,. 
Dans une interview avec la presse, la belle sœur d'Israa a affirmé qu'elle s'était réveillée à l'hôpital après avoir été frappée. Israa avait commencé à crier parce qu'elle avait peur des injections et des médicaments. Elle a affirmé qu'ils l'avaient battue et a supplié la police. Sa blessure confirme qu'elle s'est jetée du balcon de sa chambre,. 
Dans un communiqué publié le 5 septembre 2019, le bureau du procureur palestinien a annoncé l'arrestation de trois suspects dans l'affaire du meurtre d'Israa Gharib.
Le 31 août 2019, une manifestation a eu lieu devant le siège de l'Autorité palestinienne à Ramallah, ainsi que dans la ville natale d'Israa à Bethléem, afin de dénoncer le crime et la tuerie pour l'honneur ainsi que pour demander des comptes aux personnes impliquées,,. Sur Internet, un hashtag a été lancé :  #NoussommestousIsraaGharib.